# Tony Blundetto
Anthony «Tony» Blundetto, interpretado por Steve Buscemi, es un personaje de Los Soprano, serie televisiva de HBO. Es el primo de Tony Soprano, apareció al comienzo de la quinta temporada de la serie tras ser liberado de prisión. Parece en un principio calmado y un criminal reformado con intenciones de llevar una vida por fuera de la criminalidad, sin embargo esto no dura mucho y se ve envuelto en conflictos.

## Biografía
Tony Blundetto fue padre de tres hijos, Justin y Jason (concebidos durante su período en prisión), y Kelly (con quien permaneció distanciado). Blundetto y Tony Soprano fueron amigos desde la niñez conocidos como «Tony Uncle Johnny» (Soprano) y «Tony Uncle Al» (Blundetto). Durante la quinta temporada, Blundetto fue comúnmente llamado «Tony B» para distinguirlo de Tony Soprano. Como adolescentes, visitaron la granja del tío Pat Blundetto, junto a Christopher Moltisanti, otro primo, a quien ellos intimidaban. Moltisanti quedaría resentido durante décadas después con Blundetto, porque Blundetto era quién siempre quería molestarlo persuadiendo a Tony S. para que se le uniera también. Tony B. y Tony S. también participaron juntos para el ascenso de la categoría criminal de la familia DiMeo. 
Blundetto era una creciente fuerza en la mafia hasta mediados de 1980, cuando fue arrestado por el intento de robo de un camión de medicamentos y condenado a 17 años en prisión. Tony Soprano era quién supuestamente debería haber ayudado en ese trabajo, pero nunca apareció, y su primo sufrió las consecuencias del error. Soprano le dijo al resto del grupo que no pudo acudir en su ayuda al ser herido por afroamericanos. Finalmente se lo reveló a Dr. Melfi, y que sintió culpa no solo porque Blundetto fue arrestado, sino que la razón por la que no asistió al secuestro esa noche fue porque había tenido una pelea con su madre, Livia Soprano, y sufrió un ataque de pánico.
En prisión, Blundetto formó una amistad con Angelo Garepe, figura criminal de la familia Lupertazzi. Angelo y Tony fueron liberados de prisión respectivamente el uno del otro.
Después de ser liberado bajo libertad condicional, Tony B. inicialmente no quiso volver a su vida como gánster y decidió mantenerse fuera, con la intención de convertirse en fisioterapeuta. Mientras tanto trabajó como repartidor para un negocio de limpieza en seco. Las cosas parecían ir bien para él, se había reencontrado con sus hijos y se estaba viendo con una mujer que le había escrito cuando estaba en prisión. Sin embargo, Blundetto gradualmente empezó a sentirse más y más frustrado con su trabajo fuera de la mafia y por sus pocos ingresos financieros, particularmente en comparación con la riqueza y el éxito de su primo Tony S. Finalmente, perdió la paciencia y asaltó a su jefe del negocio de limpieza para abrir su propio salón de masajes
Muere en 2004 por un disparo en la cabeza con una escopeta a manos de su primo Tony, este último, presionado por Phil Leotardo y el resto de nueva york, como paga por la muerte de Billy Leotardo.

## Episodios
Aparece en los siguientes episodios:   
- «Whitecaps» (2002)
- «Two Tonys» (2004)
- «Rat Pack» (2004)
- «Where's Johnny?» (2004)
- «All Happy Families» (2004)
- «Irregular Around the Margins» (2004)
- «Sentimental Education» (2004)
- «In Camelot» (2004)
- «Marco Polo» (2004)
- «Unidentified Black Males» (2004)
- «Cold Cuts» (2004)
- «The Test Dream» (2004)
- «Long Term Parking» (2004)
- «All Due Respect» (2004)

## Asesinatos cometidos por Tony B.
- Joe Peeps; de un disparo en la cabeza en su auto, como retribución por el asesinato de Lorraine Calluzzo.
- Heather; de un disparo en el pecho, debió matarla por ser testigo de la muerte de Joe Peeps.
- Billy Leotardo; múltiples disparos en la cabeza y en el pecho, como venganza por el asesinato de Angelo Garepe.